# El Torviscal
El Torviscal es una entidad local menor del municipio español de Don Benito, perteneciente a la provincia de Badajoz (comunidad autónoma de Extremadura).

## Situación
Se sitúa al norte de la carretera N-430, entre Villar de Rena y Zurbarán. Pertenece a la comarca de Vegas Altas y al Partido judicial de Don Benito.

## Patrimonio
Iglesia parroquial católica bajo la advocación de San José Obrero, en la archidiócesis de Mérida-Badajoz, diócesis de Plasencia, arciprestazgo de Navalvillar de Pela.